# ناحیه آبی
ناحیه آبی (به لاتین: Abyysky District) یک منطقهٔ مسکونی در روسیه است که در یاقوتستان واقع شده‌است.